# WRESTLE KINGDOM 19
WRESTLE KINGDOM 19は、2025年1月4日に東京ドームで行われたの新日本プロレス主催のプロレス興行。
キャッチコピーは翌日開催のWRESTLE DYNASTYと合わせて「世界を動かす2DAYS!」。

## 概要
2024年6月9日に大阪城ホールにて行われた「レック Presents DOMINION 6.9 in OSAKA-JO HALL ～BEST OF THE SUPER Jr.31 決勝戦～」の第5試合終了後に開催が発表された。
この大会では、新たにドーム内のグループシートを活用した座席や1,231席限定の廉価席「逸材シート」を導入した。なお、これらの座席とロイヤルシート、バルコニー席は9月2日までに完売した。
7月1日、2025年1月5日に「WRESTLE DYNASTY」と題した東京ドーム大会の開催も発表され、2022年以来3年ぶりに東京ドーム2連戦が開催される。
また、新日本プロレス傘下のスターダムと連携して、「WRESTLE KINGDOM WEEK」と題し、年末年始期間中は両団体のイベントを東京都内にて集中開催することも発表された。
11月21日、この大会の冠協賛がJR東海に決定したことが発表され、大会の正式名称が『JR東海 推し旅 Presents WRESTLE KINGDOM 19 in 東京ドーム』となった。

### 大会までの時系列
10月21日、両国国技館大会にて棚橋弘至がプロレスラー引退を発表。その2日後引退会見を行ったがその際にEVILが乱入し、WK19での遺恨決着戦を要求。その数日後に第一弾カードとしてこの対戦が正式発表された。その後、前哨戦を重ねるうちに遺恨は深まり、12月には棚橋が自身の早期引退を賭けてランバージャック・デスマッチ形式での完全決着戦を宣言した。
その後、11月4日のエディオンアリーナ大阪大会の結果を受けて、ザック・セイバーJr.と海野翔太のIWGP世界ヘビー戦など選手権5試合が決定した。さらに、11月8日のボストン大会を受けて鷹木信悟対KONOSUKE TAKESHITAのNEVER無差別級王座戦が、11月17日のhistoric x over IIにて岩谷麻優対AZMのIWGP女子選手権試合が決定した。
この年11月から12月にかけて行われたWORLD TAG LEAGUEは内藤哲也&高橋ヒロム組が優勝。その優勝コメントで内藤がヒロムに対して2020年3月に予定されつつも中止となった師弟対決を提案し、それをヒロムが承諾。これにより本戦すべてのカードが出揃った。

## 対戦カード
| 第0試合 ■IWGP世界ヘビー級王座挑戦権争奪ニュージャパンランボー |                                                                       | |
| ◯後藤洋央紀 | 34分35秒 オーバーザトップロープ                                       | グレート-O-カーン● |
| ※1分毎に1選手が登場してくる時間差バトルロイヤル。出場選手はテーマ曲によって発表。 |                                                                       | |
| その他の出場選手(※退場順)ジョシュ・バーネット、ボルチン・オレッグ、永田裕志、YOSHI-HASHI、KENTA、高橋裕二郎、天山広吉、真壁刀義、小島聡、本間朋晃、タイチ、SANADA、矢野通、石井智宏、アレックス・ゼイン |                                                                       | |
| 第1試合 60分1本勝負■ IWGPジュニアタッグ選手権4WAY東京テラーラダーマッチ |                                                                       | |
| ◯藤田晃生 ロビー・イーグルス (挑戦者組&SJTL2024優勝組) | 13分05秒 ベルトを奪取                                                 | ケビン・ナイト KUSHIDA （第76代王者組） フランシスコ・アキラ TJP (挑戦者組) ドリラ・モロニー クラーク・コナーズ (挑戦者組) |
| ※JET SETTERS（ケビン&KUSHIDA組）が2度目の防衛に失敗。ロビー＆藤田が新チャンピオンとなる |                                                                       | |
| ※4チーム同時に試合を行い、いずれかの1チームが吊るされたベルトを獲得した時点で決着とする。 |                                                                       | |
| 第2試合 60分1本勝負 ■IWGP女子選手権試合 |                                                                       | |
| ○岩谷麻優 （第3代王者） | 8分46秒 二段式ドラゴンスープレックスホールド                          | AZM (挑戦者） |
| ※岩谷が9度目の防衛に成功 |                                                                       | |
| 第3試合 60分1本勝負 ■NJPW WORLD認定TV選手権4WAYマッチ |                                                                       | |
| ○エル・ファンタズモ (挑戦者） | 10分04秒 サンダーキス'86→片エビ固め                                   | 成田蓮● （第6代王者） 大岩陵平 (挑戦者） ジェフ・コブ (挑戦者）                                                            |
| ※3選手同時に試合を行い、いずれかの1選手が勝利した時点で決着とする。 |                                                                       | |
| ※成田が初防衛に失敗。ファンタズモが新チャンピオンとなる |                                                                       | |
| 第4試合 60分1本勝負 ■棚橋弘至ファイナルロード・ランバージャックデスマッチ |                                                                       | |
| ◯棚橋弘至 | 15分07秒 首固め                                                       | EVIL● |
| ※選手が場外に転落した場合、またはエスケープした場合、セコンドがリング内に戻し即座に試合を続行する。なお場外カウントはなしとする。                                                                       |                                                                       | |
| 第5試合 60分1本勝負■NEVER無差別級＆AEWインターナショナルダブル選手権試合 |                                                                       | |
| ●鷹木信悟 （第46代王者） | 12分42秒 レイジングファイヤー→片エビ固め                              | KONOSUKE TAKESHITA◯ (AEWインター王座）                                                                                     |
| ※鷹木が2度目のNEVER防衛に失敗。TAKESHITAがNEVER無差別級新チャンピンとなる |                                                                       | |
| 第6試合 60分1本勝負■IWGPジュニアヘビー級選手権試合 |                                                                       | |
| ●DOUKI （第97代王者） | 5分23秒 レフェリーストップ（負傷）                                    | エル・デスペラード◯ (挑戦者）                                                                                              |
| ※DOUKIが5度目の防衛に失敗。デスペラードが新チャンピオンとなる |                                                                       | |
| 第7試合 60分1本勝負 ■IWGP GLOBALヘビー級選手権試合 |                                                                       | |
| ◯辻陽太 (挑戦者） | 19分39秒 ジーンブラスター→片エビ固め                                  | デビッド・フィンレー● （第3代王者）                                                                                        |
| ※フィンレーが5度目の防衛に失敗。辻が新チャンピオンとなる |                                                                       | |
| 第8試合 30分1本勝負 ■スペシャルシングルマッチ |                                                                       | |
| ◯内藤哲也 | 17分08秒 デスティーノ→片エビ固め                                      | 高橋ヒロム● |
| 第9試合 60分1本勝負 ■IWGP世界ヘビー級選手権試合 |                                                                       | |
| ●海野翔太 (挑戦者） | 43分44秒 セイバードライバー（you’ve been tangoed special）→片エビ固め | ザック・セイバーJr.◯ （第11代王者）                                                                                        |
| ※ザックが3度目の防衛に成功 |                                                                       | |

### 主な出来事
- 大会開始直後の午後5時から、Xのトレンドに新日本プロレス関連のワードが多くランクインした[18]。
- 大会開始前、YOHがビールの売り子の扮装でパンフレットを販売しながら場内を回った[19]。
- 第1試合終了後、バックステージで藤田とロビーの前に菅林直樹会長を抱えたYOHが現れ、YOHが持ち込んだ調印書への調印式を行った[20]。
- 第4試合終了後、EVILらHOUSE OF TORTUREに襲われていた棚橋をAEWの柴田勝頼が救出。翌日のWRESTLE DYNASTYでの試合が決定した。
- 第6試合、DOUKIの入場の際に中村獅童がスペシャルパフォーマーとして登場。「連獅子」の白獅子姿でDOUKIと共に入場した[21][22]。
- 第6試合、DOUKIボム（ダイビング・セントーン）を場外に放ったDOUKIは着地の際に左肘を脱臼[23][24][25]。そのまま数ヶ月間の長期欠場に入った[26]。
- 第8試合終了後、バックステージにてオーカーンが内藤とヒロムに翌日行われるIWGPタッグ王座決定戦への挑戦を呼びかけ、両者が応じ、翌日の同王座戦が3way戦に変更された[27]。